# David Kinkade
David „Dave” Kinkade (ur. 25 sierpnia 1983 w New Jersey) – amerykański perkusista. David Kinkade współpracował z takimi grupami muzycznymi jak: Arsis, Borknagar, Monarch, Kastasyde, Council of the Fallen, D.O.T.A.C., Divine Empire, Insatanity oraz Malevolent Creation. W 2011 roku dołączył do zespołu Soulfly w którym zastąpił Joe Nuneza. Kinkade jest endorserem takich firm jak: Pearl, Axis, Pro-Mark, Sabian oraz Evans. W październiku 2012 roku podczas trasy koncertowej opuścił grupę Soulfly i postanowił zrezygnować zupełnie z kariery muzycznej.
W 2007 roku muzyk założył fundację na rzecz ochrony zwierząt - Metal 4 Pets Foundation.

## Dyskografia
- Borknagar - Universal (2010, Indie Recordings)
- Soulfly - Enslaved (2012, Roadrunner Records)
- Borknagar - Urd (2012, Century Media Records)[15]